# Olivia Plunket Greene
Pour les articles homonymes, voir Plunket.
Olivia Honor Mary Plunket Greene, née le 7 mars 1907 et morte le 11 novembre 1958, est une Britannique qui fait partie avec ses frères Richard et David des  Bright Young People, groupe de jeunes hédonistes qui inspirèrent Evelyn Waugh pour son roman Vile Bodies. Il était alors « chevalier servant » d'Olivia Plunket Greene.

## Biographie
Olivia Plunket Greene est la fille du baryton d'opéra irlandais, Harry Plunket Greene, et de son épouse Gwendoline Maud Parry. James Robert Knox décrit ses deux frères aînés Richard et David, comme « une paire extrêmement irresponsable qui n'a jamais expérimenté aucune forme de contrôle parental ».
Evelyn Waugh, qui étudie à Oxford avec David et Richard Plunket Greene, tombe amoureux pendant l'hiver 1924-1925 d'Olivia Plunket Greene, âgée de dix-huit ans, et il est donc invité très souvent dans la famille. Waugh trouve que ces trois jeunes gens « étaient teintés […] de mélancolie ». Waugh décrit son attirance pour Olivia dans A Little Learning. D'après lui, elle allumait tout le monde sauf lui. Elle pourrait être le modèle de l'honorable Agatha Runcible dans Vile Bodies.
En 1936, Olivia Plunket Greene, devenue alcoolique, se retire au domaine de Longleat, à Aucombe, avec sa mère.
En juillet 1958, elle s'installe à Bath pour soigner son cancer du sein, mais meurt le 11 novembre 1958. Le lendemain, sa mère écrit à Evelyn Waugh, cette lettre se trouve maintenant à la British Library. Elle déclarait qu'elle avait toutes les lettres adressées par Waugh à Olivia. La mère d'Olivia meurt huit mois plus tard d'une crise cardiaque.
Harman Grisewood, qui avait l'intention d'écrire une biographie de Gwen Plunket Greene, écrit à son petit-fils, Alexander Plunket Greene. Il lui déclare que son père, Richard Plunket Greene, a détruit tout ce qui concernait la famille, y compris la correspondance de Waugh à Olivia. Les archives d'Harman Grisewood, dont plusieurs lettres d'Olivia et de Gwen Plunket Greene, se trouvent aux collections spéciales de la bibliothèque de l'université de Georgetown.